# Rocquencourt (Yvelines)
Rocquencourt war eine französische Gemeinde mit 3.740 Einwohnern (Stand: 1. Januar 2022) im Département Yvelines in der Region Île-de-France. Sie gehörte zum Arrondissement Versailles und zum Kanton Le Chesnay. Die Einwohner werden Rocquencourtois genannt.

## Geographie
Rocquencourt befindet sich rund 21 Kilometer westlich von Paris und umfasst eine Fläche von 278 Hektar. Hier befand sich anfänglich das (NATO-) Hauptquartier der Alliierten Mächte in Europa. Die Nachbarortschaften sind:
- La Celle-Saint-Cloud
- Le Chesnay
- Versailles
- Bailly
- Louveciennes

## Geschichte
Zum 1. Januar 2019 wurden Rocquencourt und Le Chesnay zu der Commune nouvelle Le Chesnay-Rocquencourt zusammengelegt. Rocquencourt ist seitdem Commune déléguée.

## Bevölkerungsentwicklung
| Jahr                      | 1962 | 1968 | 1975 | 1982 | 1990 | 1999 | 2006 | 2011 | 2016 |
| Einwohner                 | 304  | 886  | 2030 | 4034 | 3871 | 3218 | 3261 | 3217 | 3323 |
| Quelle: Cassini und INSEE |      |      |      |      |      |      |      |      |      |

## Partnergemeinde
Seit 2000 verbindet Rocquencourt eine Partnerschaft mit Schönaich in Deutschland.

## Sehenswürdigkeiten
Siehe auch: Liste der Monuments historiques in Le Chesnay-Rocquencourt
- Schloss Rocquencourt
- Uhrenturm
- Arboretum von Chèvreloup

## Persönlichkeiten
- Robert Sénéchal (1892–1985), Unternehmer und Autorennfahrer